# Francesca Michielin
Francesca Michielin (Bassano del Grappa, 25 febbraio 1995) è una cantautrice e polistrumentista italiana.
Ha raggiunto la notorietà nel 2011 in seguito alla vittoria della quinta edizione del talent show X Factor. Durante la sua carriera ha vinto quattro Music Awards, oltre ad essersi classificata seconda al Festival di Sanremo nelle edizioni del 2016 e del 2021 e ad aver rappresentato l'Italia all'Eurovision Song Contest nell'edizione del 2016.

## Biografia

### 2011-2012: primi anni e vittoria aX Factor
Ha cominciato a cantare nel coro della parrocchia di Sant'Eusebio del paese natale e nel coro multietnico del centro missionario dei Padri Scalabriniani sempre a Bassano del Grappa.
A dodici anni ha suonato il basso in un gruppo studentesco e canta in un coro gospel locale.
Nel 2011 ha partecipato alla quinta edizione del format televisivo X Factor nella squadra Under Donne capitanata da Simona Ventura, vincendo il programma.
Il 6 gennaio 2012, poco più di un mese prima di compiere diciassette anni, ha pubblicato con la Sony Music il suo singolo di debutto, Distratto. Il brano, composto da Elisa e Roberto Casalino, ha raggiunto la prima posizione della rispettiva classifica ed è stato successivamente certificato disco multiplatino per le oltre 60 000 copie vendute. Il brano è il singolo apripista dell'omonimo EP di debutto, il quale è stato pubblicato in formato digitale e in formato fisico rispettivamente il 6 e il 24 gennaio. L'EP ha raggiunto la nona posizione della relativa classifica.
Il 17 febbraio dello stesso anno, nel corso della quarta serata del Festival di Sanremo 2012, Francesca calca il palco del teatro Ariston come duettante interpretando il brano Al posto del mondo con Chiara Civello, quest'ultima in gara nella categoria Artisti.
Nel marzo 2012 Distratto compare nel film 10 regole per fare innamorare, ma non viene inserito nel relativo album.

### 2012-2014:Riflessi di mee collaborazioni varie
Il 31 agosto 2012 è stato pubblicato Sola, singolo che ha anticipato l'uscita del primo album in studio della cantante, intitolato Riflessi di me e pubblicato il 2 ottobre dello stesso anno. L'album si è avvalso della supervisione artistica di Elisa e della produzione di Andrea Rigonat ed ha visto il debutto della cantante nei panni di scrittrice e compositrice. L'album ha raggiunto la quarta posizione della classifica italiana degli album, mentre il singolo Sola ha raggiunto la tredicesima posizione, venendo certificato successivamente disco d'oro per le oltre 15 000 copie vendute.
Dall'album sono stati estratti anche i singoli Tutto quello che ho e Se cadrai, rispettivamente pubblicati il 16 novembre 2012 e il 25 gennaio 2013. La cantautrice ha inoltre collaborato con Fedez alla realizzazione del brano Cigno nero, presente nell'album del rapper Sig. Brainwash - L'arte di accontentare e pubblicato come singolo il 1º marzo 2013. Nell'ultima settimana del 2014 il brano viene certificato doppio disco di platino dalla FIMI, per aver venduto oltre 60 000 copie in digitale.
Durante l'estate 2013 ha aperto i concerti di vari artisti: il 20 luglio a Gardone Riviera per Gino Paoli e Danilo Rea, il 28 luglio a Tarvisio per Franco Battiato, il 18 agosto a Marina di Pietrasanta per Cristiano De André, e il 21 settembre a Padova per Elio e le Storie Tese.
Nel gennaio 2014 ha preso parte allo spettacolo teatrale La ragazza con l'orecchino di perla nel ruolo della protagonista. Allo spettacolo hanno preso parte anche Franco Battiato, curatore delle musiche, Marco Goldin, ideatore della rappresentazione, e Alice, che è salita a sua volta sul palco.
Nel mese di marzo del 2014 è stata scelta come unica artista italiana per la colonna sonora del film The Amazing Spider-Man 2 - Il potere di Electro. Il brano, intitolato Amazing, è contenuto nella colonna sonora del film e vede Michielin in veste di coautrice sia del testo che della musica. Il 26 marzo la cantautrice ha rivelato che il brano sarebbe stato pubblicato come singolo dal 28 dello stesso mese, mentre l'11 aprile è stato pubblicato il videoclip.
Dopo la maturità classica conseguita nel luglio 2014 presso l'Istituto Cavanis "Canova" a Possagno, la cantautrice ha collaborato nuovamente con Fedez alla realizzazione del singolo Magnifico, contenuto nel quarto album in studio del rapper, Pop-Hoolista, e rivelatosi essere un successo a livello nazionale, venendo certificato sei volte disco di platino per le oltre 300 000 copie vendute.

### 2015-2016:di20, primo Sanremo e partecipazione all'Eurovision Song Contest
Il 6 marzo 2015 ha pubblicato il singolo L'amore esiste, composto da Fortunato Zampaglione. Il videoclip ufficiale, diretto da Giacomo Triglia, è stato reso disponibile il 9 marzo. In seguito il brano è stato certificato multiplatino per aver venduto oltre 100 000 copie. Il 5 maggio viene pubblicato Ora o mai più, il primo album del rapper e produttore Don Joe al quale la cantautrice ha partecipato con il brano Le nostre ali.
Nel giugno 2015 ha preso parte al Summer Festival con il brano L'amore esiste e Magnifico in duetto con Fedez, ottenendo due nomination per il Premio RTL 102.5 - Canzone dell'estate. Il 7 luglio è stata annunciata l'uscita del secondo singolo Battito di ciglia, avvenuta il 10 dello stesso mese assieme alla pubblicazione del relativo videoclip. Il 6 settembre 2015 è stata protagonista di un concerto a Piazza della Repubblica a Terni dedicato a Sergio Endrigo per il decennale della sua scomparsa.
Il 25 settembre è stato pubblicato il terzo singolo Lontano, anticipando di una settimana il relativo videoclip ufficiale. Il 27 settembre invece la cantautrice ha annunciato attraverso Facebook il suo secondo album in studio, intitolato di20. L'album, prodotto da Michele Canova Iorfida, è stato pubblicato il 23 ottobre dello stesso anno. Il 13 dicembre è stata annunciata la sua partecipazione alla 66ª edizione del Festival di Sanremo nella sezione "Campioni". Tre giorni più tardi è uscito il videoclip per il brano 25 febbraio, girato sull'Isola di Cirella.
A gennaio 2016 la cantautrice è stata impegnata con Nice to Meet You, la sua prima tournée in cui si è esibita da sola sul palco. Il 30 gennaio, al termine dell'esperienza, viene pubblicato in formato digitale Nice to Meet You (Acoustic Live Solo), un EP contenente alcuni dei brani cantati durante i live, fra cui l'omonimo inedito Nice to Meet You.

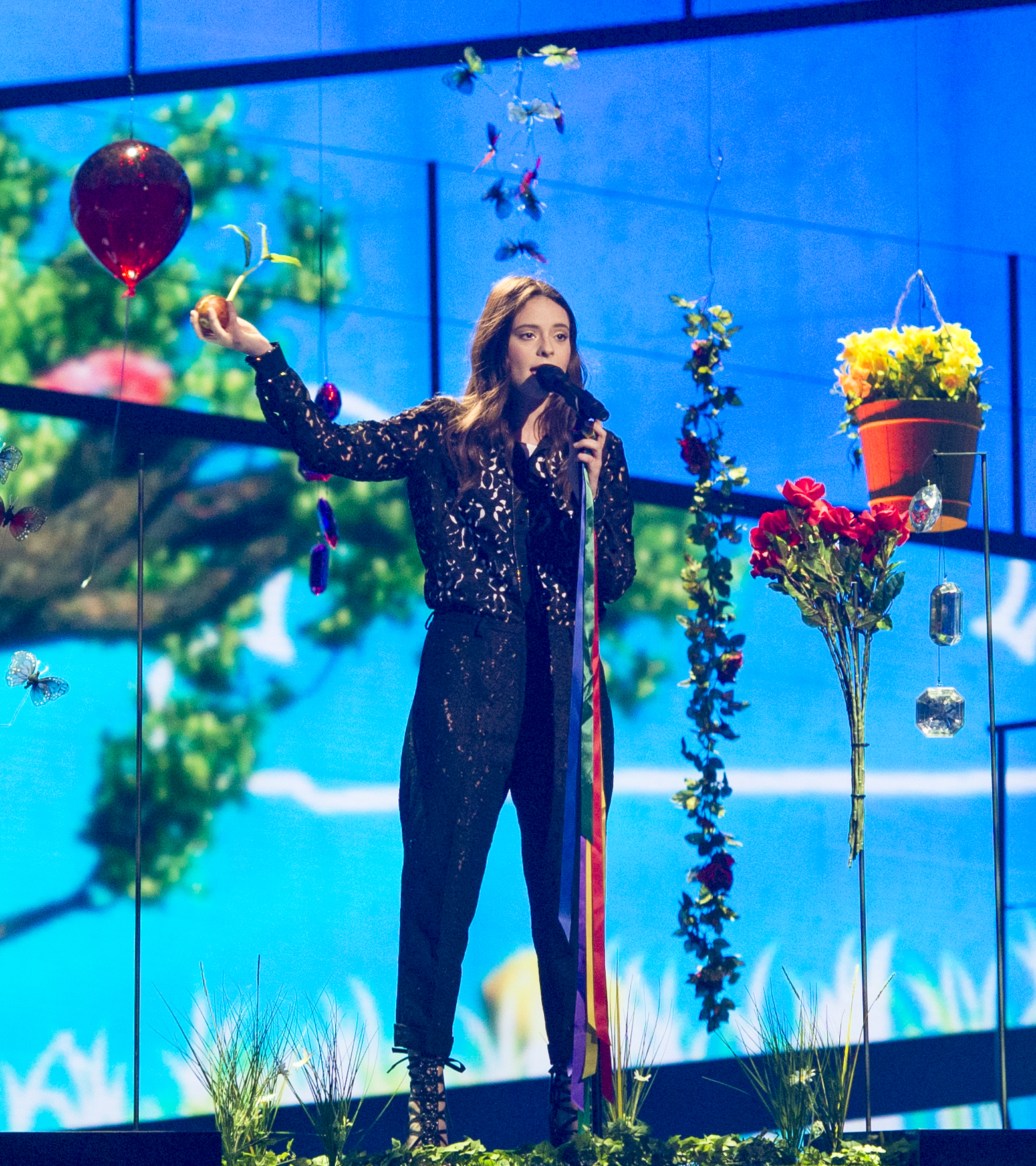
Francesca Michielin durante le prove della finale dell'Eurovision Song Contest 2016 di Stoccolma

Dal 9 al 13 febbraio 2016 ha partecipato in gara al 66º Festival di Sanremo con il brano Nessun grado di separazione, brano ispirato alla teoria dei sei gradi di separazione. Nel corso della terza serata dedicata alla cover la cantante interpreta Il mio canto libero di Lucio Battisti in una versione riarrangiata. Alla fine della kermesse la cantante si classifica seconda dietro a Un giorno mi dirai degli Stadio. Poiché questi ultimi hanno rinunciato alla partecipazione all'Eurovision Song Contest 2016, la quale spetta di diritto al vincitore del Festival, la Rai ha scelto Francesca Michielin come rappresentante italiana: per tale occasione Michielin decide di partecipare al concorso con una versione ridotta e bilingue del singolo sanremese intitolata No Degree of Separation e diffusa online il 25 marzo 2016. Il 19 febbraio viene pubblicata la riedizione dell'album, di20are, contenente anche Nessun grado di separazione, l'inedito È con te, Tutto è magnifico (versione originaria di Magnifico) e Nice to Meet You.
Il 19 aprile 2016 esordisce su Cartoon Network Italia la serie animata statunitense The Powerpuff Girls, reboot di Le Superchicche, di cui Michielin canta la sigla d'apertura.
Il 29 aprile 2016 è partito dalla sua città natale Beat the Street, viaggio articolato in differenti città europee nel quale la cantautrice ha incontrato alcuni dei partecipanti all'Eurovision Song Contest 2016. Dopo le tappe di Vienna, Varsavia, Berlino e Copenaghen il tutto si è concluso a Stoccolma, sede della manifestazione canora europea. La cantante si è automaticamente qualificata per la finale poiché l'Italia fa parte delle Big Five. Al termine del concorso si è classificata sedicesima.
Il 3 giugno 2016 è stato pubblicato il singolo Un cuore in due, successivamente certificato disco d'oro per le oltre 25 000 copie vendute. Il 13 giugno viene diffuso il relativo video.
Nel settembre 2016, in occasione della 73ª Mostra internazionale d'arte cinematografica di Venezia, è stato presentato il film Piuma il cui tema principale è Almeno tu, brano estratto come ultimo singolo di di20are il 23 dello stesso mese. Il 5 ottobre Michielin dà il via al di20are Tour, tournée che la impegna per tutto l'autunno del 2016 in vari club d'Italia.
Nel febbraio 2017 ha preso parte alla colonna sonora del film d'animazione Ballerina con il brano Tu sei una favola, mentre il 28 aprile viene pubblicato 10 + 10, raccolta dei migliori successi di Syria contenente un duetto con Francesca Michielin sulle note di Non dimentico più.

### 2017-2019:2640e collaborazioni varie
Il 21 luglio 2017 è stato pubblicato Vulcano, singolo scritto dalla stessa Michielin assieme a Dardust. Il video ufficiale della canzone è stato girato da Giacomo Triglia a Berlino tra le 22:00 e le 5:30 del mattino ed è stato diffuso online il giorno stesso della pubblicazione del singolo. Vulcano ha ottenuto il disco di platino per aver venduto oltre 50 000 copie. Il 3 settembre esegue Il Canto degli Italiani in occasione del Gran Premio d'Italia 2017.
Il 10 novembre è stato pubblicato l'album Duets - Tutti cantano Cristina di Cristina D'Avena, con la quale Francesca Michielin ha duettato nel brano L'incantevole Creamy, sigla italiana dell'omonimo anime.

Il 17 novembre è stata la volta del secondo singolo destinato all'anticipazione dell'album, ovvero Io non abito al mare, brano scritto a quattro mani con il cantautore Calcutta. Il videoclip della canzone, girato a Gibellina presso il Cretto di Burri, è stato pubblicato sul canale YouTube ufficiale della cantante il 20 novembre. Il singolo viene successivamente certificato disco di platino per le oltre 50 000 copie vendute.

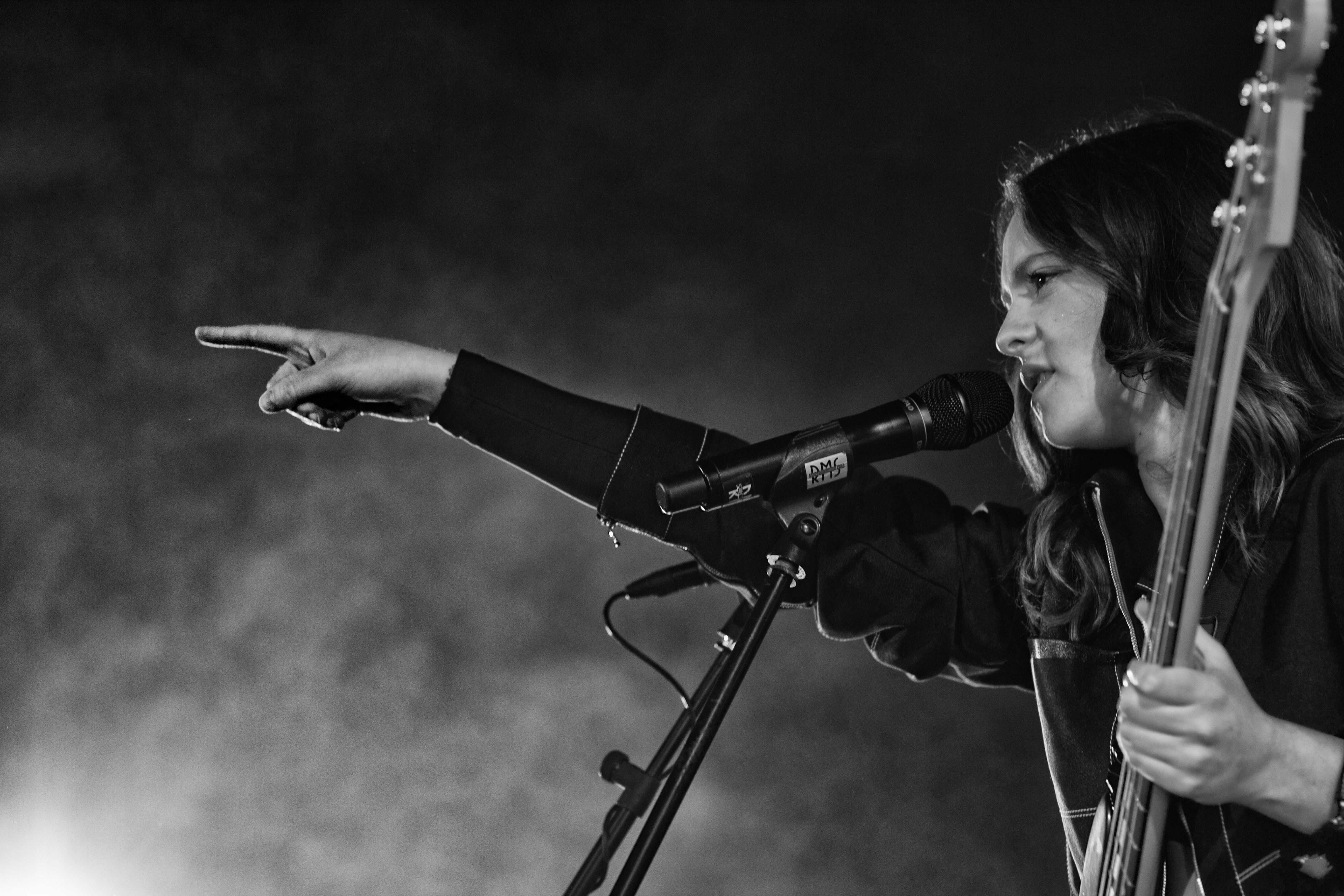
Francesca Michielin in concerto al teatro Quirinetta di Roma nel 2018

Il 5 dicembre la cantautrice ha rivelato il titolo del terzo album, 2640. Il lavoro discografico, prodotto da Michele Canova Iorfida, è stato pubblicato il 12 gennaio 2018 ed ha debuttato alla seconda posizione della relativa classifica. L'album l'ha vista autrice o coautrice di quasi tutti i brani e figura collaborazioni con Calcutta, Dardust, Tommaso Paradiso e Cosmo.
Tra il 16 marzo e il 15 aprile 2018 ha promosso l'album con la relativa tournée 2640 Tour. In concomitanza con la prima data del tour la cantante ha pubblicato il terzo singolo Bolivia. Il videoclip della canzone è stato reso disponibile il 20 marzo. Nello stesso anno la rivista Forbes Italia l'ha inserita tra gli under 30 italiani che avranno maggiore impatto nel futuro per la categoria musica.
L'11 maggio 2018 Carl Brave ha pubblicato Fotografia, singolo estratto dal suo album Notti brave al quale hanno partecipato Fabri Fibra e la stessa Michielin in qualità di ospiti. Il brano è diventato una hit estiva e viene certificato multiplatino per le oltre 150 000 copie vendute. Il 25 maggio si esibisce a Milano in occasione del MI AMI Festival, uno dei più importanti festival italiani di musica indipendente e alternativa. Inoltre per l'estate 2018 riprende la promozione dell'album con la seconda parte del 2640 Tour.
Il 15 giugno 2018 è stato pubblicato il quarto singolo Tropicale, accompagnato dal relativo videoclip. Il 16 novembre è uscito l'inedito Femme, il cui testo è incentrato sul tema del mansplaining. La canzone è stata inclusa nella ristampa in vinile di 2640 pubblicata il 7 dicembre; tale edizione figura anche la presenza di Fotografia e una versione demo di Tropicale.
Il 24 novembre Michielin ha dato il via a Il tour sopra la techno, tournée in cui si è esibita con un live set elettronico interamente suonato dalla cantante.
Il 1º gennaio 2019 è uscito nelle sale cinematografiche italiane Ralph spacca Internet, alla cui colonna sonora ha partecipa anche Michielin con Il mio posto a Slaughter Race, adattamento italiano di In This Place di Julia Michaels. Il 20 febbraio il brano Bolivia rientra nella rosa dei dieci brani finalisti per il Premio Amnesty International Italia (categoria Big), riconoscimento che la sezione italiana dell'organizzazione non governativa riserva a brani pubblicati da artisti italiani affermati nell'anno precedente che toccano tematiche sui diritti umani. Il premio è stato in seguito vinto da Roy Paci & Aretuska e il rapper Willie Peyote con il brano Salvagente. Il 16 marzo esce Sulle ali di un sogno, raccolta dei più grandi successi rivisitati del gruppo Le Orme; fra questi figura Gioco di bimba in duetto con Francesca Michielin. A maggio dello stesso anno presenzia alla 72ª edizione del Festival di Cannes in quanto compositrice delle musiche di A Cup of Coffee With Marilyn, cortometraggio di Alessandra Gonnella in cui l'attrice Miriam Leone interpreta Oriana Fallaci. Si tratta della prima colonna sonora composta dalla cantante. Il 18 ottobre è uscito Glorious, singolo del cantautore britannico James Morrison, cantato in duetto con la cantante bassanese e precedentemente contenuto nel suo album You're Stronger Than You Know, pubblicato l'8 marzo 2019.

### 2019-2021:Feat (stato di natura)e secondo Sanremo
Il 15 novembre 2019 è stato pubblicato Cheyenne, singolo apripista del quarto album d'inediti realizzato assieme a Charlie Charles e composto da Alessandro Raina, Davide Simonetta e Mahmood; il relativo videoclip è stato presentato sei giorni più tardi.
Nel febbraio 2020 ha duettato al Festival di Sanremo con Levante e Maria Antonietta sulle note del brano Si può dare di più. Il 12 febbraio 2020 annuncia per il 13 marzo seguente l'uscita del nuovo album, Feat (stato di natura), che la vede collaborare con un artista diverso per ognuna delle 11 tracce dell'album. Nelle settimane precedenti all'album, Francesca si è esibita in tre concerti a Milano, ognuno con un tema e una scaletta diversa. Alla fine di ogni esibizione ha presentato un nuovo brano, successivamente pubblicato come singolo online. Il 20 febbraio pubblica Gange in collaborazione con Shiva, il 27 febbraio Riserva naturale con i Coma Cose, il 5 marzo Monolocale con Fabri Fibra e quasi in contemporanea, il 12 marzo, Stato di natura con i Måneskin.

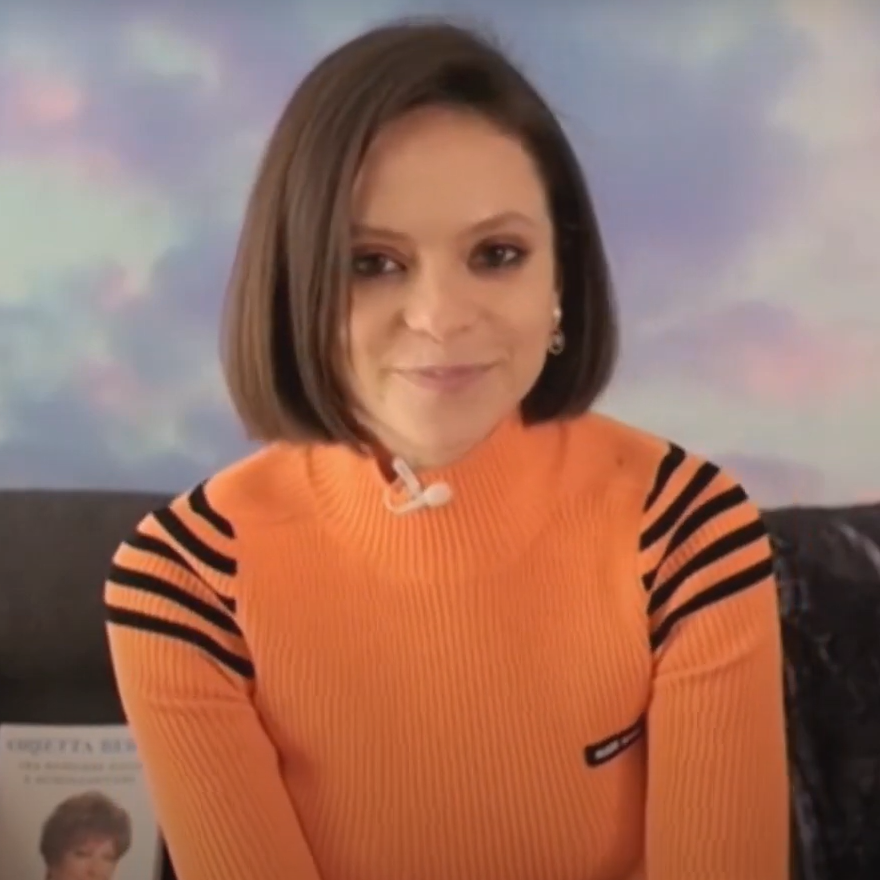
Francesca Michielin intervistata da Radio Bruno durante la partecipazione al Festival di Sanremo 2021

Nel marzo 2021 ha partecipato al 71º Festival di Sanremo con il brano Chiamami per nome in coppia con Fedez, del quale è stata pubblicata un'anteprima ancor prima dell'inizio della manifestazione, portando la direzione a convocare in tribunale i due artisti per violazione della par condicio; la direzione ha tuttavia graziato Fedez, che non è stato squalificato. Al termine della manifestazione il brano si è classificato secondo. Ad ottobre ha pubblicato il singolo inedito Nei tuoi occhi, brano che fa parte della colonna sonora del film Marilyn ha gli occhi neri con Stefano Accorsi e Miriam Leone, che compaiono anche nel video musicale; l'anno seguente il brano riceve una candidatura ai David di Donatello nella categoria Miglior canzone originale.

### 2022-2024:Bonsoir! - Michielin10 a teatroeCani sciolti
Nel febbraio 2022 ha preso parte al 72º Festival di Sanremo in qualità di direttrice d'orchestra per il brano Ogni volta è così di Emma Marrone. Il 24 febbraio dello stesso anno ha conseguito il diploma di laurea di primo livello in canto jazz presso il conservatorio di Castelfranco Veneto.
Il 6 marzo dello stesso anno ha fatto il suo esordio nel ruolo di conduttrice nel programma Effetto terra, trasmesso su Sky Nature e on demand su Now. Il 15 dello stesso mese ha pubblicato il suo primo romanzo, Il cuore è un organo, edito da Arnoldo Mondadori Editore. Dal 4 giugno ha condotto la sedicesima edizione di X Factor, a dieci anni dalla sua vittoria come concorrente. Nello stesso anno la rivista Forbes Italia l'ha inserita al 62º posto delle cento donne di successo in Italia.
Il 1º luglio 2022 ha pubblicato il singolo Bonsoir, volto a promuovere la tournée Bonsoir! - Michielin10 a teatro avviata nel 2023. Il 9 settembre ha pubblicato il singolo Occhi grandi grandi, che è diventato una hit radiofonica, entrando nella top 10 dell'airplay italiana e nella top 15 nell'airplay radio. Entrambi i singoli hanno preceduto l'annuncio del quinto album dell'artista, intitolato Cani sciolti. Distribuito il 24 febbraio 2023, da esso sono stati estratti anche i singoli Un bosco e Quello che ancora non c'è. Il 28 aprile è uscita la sua collaborazione nel brano Disco dance di Gianmaria. Il tour dell'estate 2023, L'estate dei cani sciolti, si è concluso anzitempo a causa di problemi di salute dell'artista, che ha subito ad agosto un'operazione chirurgica di asportazione di un rene. Il 9 giugno è uscito il suo nuovo singolo Fulmini addosso.
Il 27 ottobre 2023 è tornata alla conduzione della diciassettesima edizione di X Factor. Il 15 dicembre è uscito il suo nuovo singolo Solite chiacchiere. Nel 2024 ha partecipato al concerto di iniziativa benefica Una. Nessuna. Centomila – in Arena per aiutare le donne vittime di violenza. L'11 novembre è uscito su Amazon Music il brano natalizio Christmas Party.

### 2025-presente: terzo Sanremo

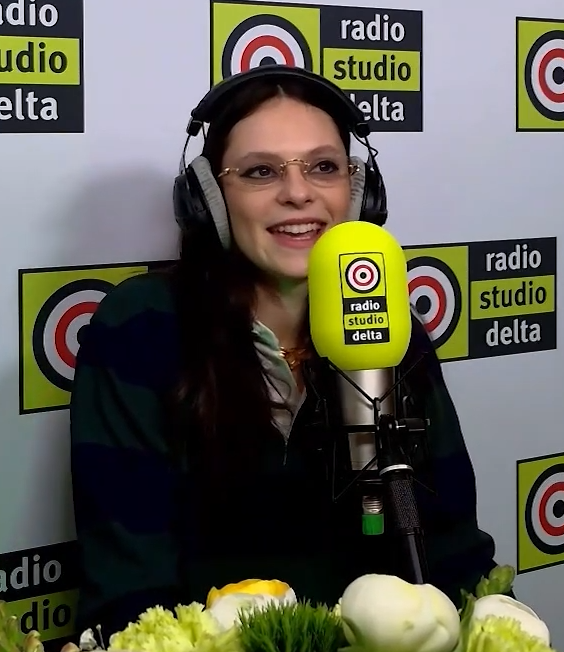
Francesca Michielin intervistata da Radio Studio Delta nel febbraio 2025

Nel febbraio 2025 ha partecipato per la terza volta in gara al 75º Festival di Sanremo con il brano Fango in paradiso, classificatosi al ventunesimo posto al termine della manifestazione. Il brano ha esordito alla ventiquattresima posizione della classifica Top Singoli. Il 14 febbraio, nella quarta serata dedicata alle cover, ha duettato con il rapper in gara Rkomi cantando il brano La nuova stella di Broadway di Cesare Cremonini, classificatosi al diciannovesimo posto. Il 30 maggio ha pubblicato il singolo autobiografico Francesca. Nel mese di giugno è stata la narratrice del film d'animazione Bambi - Una vita nei boschi.

## Vita privata
Dal 2022 è legata sentimentalmente all'osteopata e personal trainer Davide Spigarolo, figlio dell'ex mezzofondista Gabriella Dorio.
Il 3 settembre 2017 a Monza ha cantato l'inno nazionale italiano prima del via del Gran Premio d'Italia di Formula 1, e al termine dell'esibizione ha abbracciato Fernando Alonso, il suo pilota preferito, al quale ha dedicato l'omonima canzone contenuta nell'album 2640. Appassionata sportiva, sostiene anche i colori della Scuderia Ferrari e le squadre di calcio del Lanerossi Vicenza e della Juventus. Tra i suoi idoli ha il calciatore Alessandro Del Piero e la ginnasta Vanessa Ferrari.
Sensibile anche ai temi ambientali, ha condotto il programma Effetto Terra. Guida pratica per terrestri consapevoli su Sky Nature sulle cause dei cambiamenti climatici e su cosa ciascuno può fare nel quotidiano, per contrastarli.

## Stile e influenze musicali
Sin da giovane la cantautrice si è avvicinata alla musica rock grazie soprattutto all'influenza del fratello maggiore Filippo. Ha più volte dichiarato di essere cresciuta ascoltando i Red Hot Chili Peppers (il suo gruppo preferito), Jeff Buckley, i Bon Iver, i Queen, i Nirvana, i Genesis, Annie Lennox, Rage Against the Machine e i King Crimson, senza disdegnare anche gruppi nu metal come System of a Down, Incubus e Korn. Si ispira molto al mondo del cantautorato acustico: vi sono infatti riferimenti a Damien Rice e Tracy Chapman. Nell'universo pop apprezza Adele e Taylor Swift fra gli artisti stranieri e Jovanotti e Max Gazzè fra gli italiani, essendo da sempre una grande fan di questi, ma anche Elisa, Carmen Consoli, Marina Rei e Cristina Donà. Fra i compositori apprezza il giapponese Joe Hisaishi, collaboratore di fiducia del regista e animatore Hayao Miyazaki.

## Discografia
- 2012 – Riflessi di me
- 2015 – di20
- 2018 – 2640
- 2020 – Feat (stato di natura)
- 2023 – Cani sciolti

## Tournée
- 2016 – Nice to Meet You
- 2016 – di20are tour
- 2018 – 2640 tour
- 2018 – Il tour sopra la techno
- 2020 – Spazi sonori
- 2021 – Fuori dagli spazi Live
- 2023 – Bonsoir! - Michielin10 a teatro
- 2023 – L'estate dei cani sciolti

Residency show
- 2022 – Suono di sabato al Mosso
- 2023 – Suono di sabato all'Arca

## Partecipazioni a manifestazioni canore
- Eurovision Song Contest
  - 2016 – 16º posto con No Degree of Separation (versione in parte in inglese di Nessun grado di separazione)
- Festival di Sanremo (Rai 1)
  - 2016 – 2º posto sezione "Campioni" con Nessun grado di separazione
  - 2021 – 2º posto sezione "Campioni" con Chiamami per nome, in coppia con Fedez
  - 2025 – 21º posto sezione "Campioni" con Fango in paradiso

## Programmi televisivi
- X Factor (Sky Uno, 2011-2012, 2022-2023; TV8, 2022-2023)[144]
- Effetto Terra (Sky Nature, 2022)
- GialappaShow (TV8, 2024)
- Diversity Media Awards (Rai 1, 2024)

## Doppiaggio
- Trolls World Tour (2020) - voce di Poppy
- Bambi - Una vita nei boschi (2025) - voce narrante

## Opere
- Francesca Michielin, Il cuore è un organo, Mondadori, 2022, ISBN 9788804744689.

## Riconoscimenti
- Ciak d'oro
  - 2022 – Candidatura alla Miglior canzone originale per Nei tuoi occhi
- David di Donatello
  - 2022 – Candidatura alla Miglior canzone originale per Nei tuoi occhi
- Forbes Italia
  - 2018 – Inserimento tra gli under 30 italiani di maggiore impatto nel futuro nella categoria "Musica"[79]
  - 2022 – Inserimento al 62º posto delle cento donne di successo in Italia[108]
- Music Awards
  - 2015 – Premio singolo multiplatino con Magnifico (con Fedez)
  - 2016 – Premio album d'oro con di20
  - 2016 – Premio singolo di platino con Nessun grado di separazione
  - 2022 – Premio speciale per i primi dieci anni di carriera
- Nastro d'argento
  - 2022 – Candidatura alla Miglior canzone originale per Nei tuoi occhi
- Premio Lunezia
  - 2015 – Premio categoria "Pop" con L'amore esiste[145]
  - 2025 – Premio Pop d'autore per il valore musical-letterario con Francesca[146]
- Premio Videoclip Italiano
  - 2012 – Premio emergenti per Distratto[147]
- Rockol Awards
  - 2013 – Premio come Promessa/rivelazione italiana[148][149]